# Антон Йозеф Фугер-Кирхберг-Вайсенхорн
Антон Йозеф Фугер фон Кирхберг-Вайсенхорн (на немски: Anton Joseph Fugger Graf zu Kirchberg und Weissenhorn; Anton Joseph Fugger von Babenhausen Graf Fugger von Wellenburg; * 26 юни 1656 в Ретенбах в Швабия; † 26 януари 1694) е граф от род Фугер-Кирхберг-Вайсенхорн от линията „Лилията“ (фон дер Лилие), господар на Бабенхаузен (в Швабия) и Веленбург (в Аугсбург).
Той е син на граф Леополд Фугер фон Кирхберг-Вайсенхорн-Веленбург (1620 – 1662) и първата му съпруга графиня Мария Йохана Фугер фон Кирхберг-Вайсенхорн (1622 – 1658), дъщеря на дипломата граф Йохан Ернст Фугер фон Кирхберг-Вайсенхорн (1590 – 1639) и фрайин Маргарета фон Болвайлер († 1658). Баща му Леополд Фугер се жени втори път 1661 г. за Мария Анна фон Хундбис цу Валтрамс († 1694). Брат е на Франц Йоахим (1658 – 1685).
Антон Йозеф умира на 37 години на 26 януари 1694 г. и е погребан в Бибербах в Швабия.

## Фамилия
Антон Йозеф фон Кирхберг-Вайсенхорн се жени на 5 октомври 1681 г. в Мюнхен за фрайин Мария Франциска фон Нойхауз († 1714 в Мюнхен), дъщеря на фрайхер Максимилиан фон Нойхауз и графиня Йохана Франциска фон Макслрайн и Хоенвалдек. Те имат три деца:
- Максимилиан Антон Егидиус Фугер фон Веленбург (1682 – 1717), женен 1705 г. с фрайин и графиня Мария Терезия фон Валдбург-Цайл (1690 – 1762)
- Мария Виоланта Фугер фон Бабенхаузен (* 14 октомври 1683, Мюнхен; † 1704), омъжена на 19 февруари 1702 г. в 	Аугсбург с граф Йозеф Карл Гуидобалд фон Велшперг цу Райтенау и Примьор (* 1678; † 20 декември 1723, Инсбрук)
- Йозеф Клеменс Леополд Фугер фон Бабенхаузен (* 18 февруари 1685, Мюнхен)

Вдовицата му Мария Франциска фон Нойхауз се омъжва втори път през 1702 г. с граф Фердинанд Франц Алберт фон дер Вал.